# Hypsosinga taprobanica
Hypsosinga taprobanica är en spindelart som först beskrevs av Simon 1895.  Hypsosinga taprobanica ingår i släktet Hypsosinga och familjen hjulspindlar.
Artens utbredningsområde är Sri Lanka. Inga underarter finns listade i Catalogue of Life.